# Teriery
Wszystkie rasy psów według przepisów FCI zostały podzielone na 10 podstawowych grup ze względu na ich użytkowość, charakter, czy przeznaczenie. 
Do grupy 3 zaliczamy rasy psów używanych głównie w myślistwie jak i w przeszłości do walk. Teriery pierwotnie używane były w polowaniach na lisy i borsuki, dzisiaj część z nich należy do sekcji Toy ze względu na swoją urodę. 

## III grupaFCI- Teriery[1][2][3]
| sekcja 1 - teriery duże i średnie - Airedale Terrier - Bedlington Terrier - Border Terrier - Terier brazylijski (Terrier Brasileiro) - Foksterier krótkowłosy (Fox Terrier Smooth) - Foksterier szorstkowłosy (Fox Terrier Wire) - Irish Glen of Imaal Terrier - Irish Soft Coated Wheaten Terrier - Kerry Blue Terrier - Lakeland Terrier - Manchester Terrier - Niemiecki terier myśliwski (Deutscher Jagdterrier) - Parson Russell Terrier - Terier irlandzki (Irish Terrier) - Terier walijski (Welsh terrier) | sekcja 2 - teriery małe - Australian Terrier - Cairn Terrier - Dandie Dinmont Terrier - Jack Russell Terrier - Norfolk Terrier - Norwich Terrier - Sealyham Terrier - Skye Terrier - Terier szkocki (Scottish Terrier) - West Highland White Terrier - Terier czeski (Ceský Teriér) - Terier japoński (Nihon Teria) | sekcja 3 - teriery w typie bull - American Staffordshire Terrier - Bulterier (Bull Terrier) - Bulterier miniaturowy (Miniature Bull Terrier) - Staffordshire Bull Terrier sekcja 4 - teriery miniaturowe (do towarzystwa) - English Toy Terrier - Australian Silky Terrier - Yorkshire Terrier |